# Сеслерия осенняя
Сеслерия осенняя (лат. Sesleria autumnalis) — вид травы семейства Мятликовые. Родом из юго-восточной Европы и часто используется в качестве декоративного почвопокровного растения в Северной Америке.

## Таксономия
Первое описание вида приписывается Джованни Антонио Скополи, который назвал его Phleum autumnale во втором издании своей книги Flora Carniolica, опубликованной в 1771 году. Фридрих Вильгельм Шульц дал виду его современное название Sesleria autumnalis в своей книге Archives de Flore.
Вид упоминается под несколькими гетеротипическими синонимами, включая: Sesleria elongata, Aira alba и Sesleria argentea var. elongata.

## Описание
Зимнезелёный многолетний злак, образующий рыхлые дерновины.
Листья линейные, длиной 30–40 см, шириной 3–7 мм, сложенные по центральной жилке (с V-образным поперечным сечением) с острошероховатым краем и острым концом. Летом цвет листьев жёлто-зелёный, почти шартез, осенью меняется до желтовато-коричневого.
Стебли 25–70 см, прямостоящие, голые, с 4–5 узлами. Влагалища голые, нижние влагалища шероховатые, со временем распадаются на волнистые волокна, верхние влагалища гладкие. Лигулы нижних листьев до 1 мм, коротко реснитчатые.
Соцветия — густые колосовидные метёлки длиной до 8 см. Колоски серебристы, иногда фиолетовые, в конце сезона становятся коричневатыми. Цветёт в конце лета, когда колоски вырастают группами по три на конце безлистных стеблей. Высота цветоносов до 50 см, высота розетки — 25–30 см.
Пыльники 2,4–2,8 мм, белые. Венчики 2–3 мм, эллиптические в очертании, коротко и жёстко опушённые дистально. 2n = 28.

## Распространение и среда обитания
В естественной среде обитания S. autumnalis часто встречается в лесистой местности, на травянистых или редколесьях. Вид распространён на Балканском полуострове и в кальцитовых горах Восточных Альп и на Кавказе.
Произрастает от северной и восточной Италии до центральной Албании, где растёт преимущественно на известняковых почвах в лиственных, часто прибрежных лесах, и часто является доминантом вместе с Ostrya virginiana. Иногда она образует промежуточные формы с Sesleria nitida.

## Культивирование
Sesleria autumnalis культивируется как декоративное растение. Эта  трава имеет очень плотный, вертикальный фонтанообразный габитус, слегка расширяющийся кверху, и легко совмещается со многими многолетниками.Она была удостоена награды Королевского садоводческого общества «За садовые заслуги».
Применяется в садах в природном стиле, для луговых посадок, миксбордерах, бордюрах, альпинариях, для посадок вдоль дорожек и садах на крышах. Почвопокровное растение. Сухоцвет.
Выносливое и легко приспосабливающееся растение, в отличие от других видов сеслерий с более синей листвой. Лучше всего растёт на солнце или в лёгкой тени. Засухоустойчива, но предпочитает регулярный полив в сухом климате. К почвам не требовательна, но на плохо дренированных почвах может вымокать и выпревать зимой.  Зоны морозостойкости — от 5 и выше.
Обрезку старых побегов следует производить весной над зоной нового роста, —  растение плохо реагирует, если его срезать до самой земли.